# Eulophus idrieus
Eulophus idrieus är en stekelart som beskrevs av Walker 1844. Eulophus idrieus ingår i släktet Eulophus och familjen finglanssteklar.
Artens utbredningsområde är Norge. Inga underarter finns listade i Catalogue of Life.